# Elaeocarpus rufovestitus
Elaeocarpus rufovestitus là một loài thực vật có hoa trong họ Côm. Loài này được Baker mô tả khoa học đầu tiên năm 1883.